# Round Dance
Round Dance ist eine ursprünglich amerikanische Form des Gesellschaftstanzes, ein Paartanz, bei dem die Tanzpaare zu den Schrittansagen des Tanzleiters (Cuer, Leader) zeitgleich am Rande der Tanzfläche entlang die Tanzschritte ausführen. Die dabei entstehende Form sieht, je nach Tanzfläche, bis zu kreisförmig aus. Daher kommt der Begriff „Round“.
Round Dance ist choreografierter Gesellschaftstanz.
Der Cuer sagt die Tanzschritte, die er von dem Blatt mit der vorgegebenen Choreografie (Cuesheet) abliest, kurz vor der Ausführung in die Musik hinein an; ähnlich wie im Square Dance der Caller. Der Cuer eines Clubs ist normalerweise auch gleichzeitig der Lehrer, der den Tänzern neue Schritte und Figuren zeigt und erklärt.
Round Dance wird weltweit in vielen Square- und Round-Dance-Clubs getanzt; auch auf den zahlreichen Tanzveranstaltungen, Specials und Jamborees, werden Square- und Round-Dance oft gemeinsam in einem Programm angeboten.
Beim Round Dance gibt es viele verschiedene Rhythmen: Bolero, Cha Cha, Foxtrot, Jive, Mambo, Merengue, Paso Doble, Quickstep, Rumba, Samba, Slow Two Step, Tango, Two Step, Waltz, West Coast Swing und noch einige mehr. Die einzelnen Tanzschritte und Figuren sind durch die internationale Dachorganisation ROUNDALAB je nach Schwierigkeitsgrad in die Phasen I bis VI eingeteilt.

## Erste Schritte
Die Tänzer lernen zunächst in einem Kurs, der sog. Round Dance Class, einen Grundstock von Figuren, normalerweise beginnend mit Two Step, Waltz, Cha Cha und Rumba. Nach etwa einem Jahr wird der Kurs mit der Graduation abgeschlossen und die Tänzer sind jetzt berechtigt, in Clubs einzutreten und weltweit an entsprechenden Tanzveranstaltungen teilzunehmen.